# Таєй-Мару (3221)
Таєй-Мару (3221) (Taiei Maru) — транспортне судно, яке під час Другої світової війни брало участь у операціях японських збройних сил на Тихому океані.
1—11 грудня 1943-го судно у складі конвою «Холландія № 3» здійснило круговий рейс з Палау (важливий транспортний хаб на заході Каролінських островів) до розташованого на північному узбережжі Нової Гвінеї порту Холландія (наразі Джаяпура) та назад.
З 26 грудня 1943-го по 5 січня 1944-го та з 15 по 25 січня 1944-го судно в конвоях «Вевак-Холландія № 6» та «Вевак № 17» провело ще два кругові рейси з Палау до Нової Гвінеї — цього разу до Веваку (три з половиною сотні кілометрів на схід від Холландії), де перебував головний японський гарнізон на цьому острові.
У березні 1944-го судно у складі конвою «Вевак № 21» вийшло з Палау до Нової Гвінеї. 16 березня, коли конвой перебував за один день подорожі від Холландії, він був атакований літаками союзників, що виконували розвідувальний політ. «Таєй-Мару» зазнало пошкоджень, проте змогло прямувати далі від Холландії до Веваку.
Надвечір 18 березня конвой прибув до Веваку, проте через бомбардування порту, вчинене ворожими кораблями, не зміг закінчити розвантаження і вранці 19 березня вже був на шляху до Холандії. Японським кораблям вдалось уникнути зустрічі з п'ятьма американськими есмінцями, що тієї ж ночі здійснювали бомбардування Веваку, проте авіаційна розвідка знову виявила конвой. Останній став ціллю для двох потужних нальотів, у другому з яких взяло участь 89 бомбардувальників В-25 та А-20 під прикриттям винищувачів. Масована атака призвела до знищення конвою. Літаки атакували з надмалих висот, так що один з А-20 зачепив пропелером мачту «Таєй-Мару» і зазнав катастрофи (один з членів екіпажу загинув, другого вдалося врятувати). Ще один А-20 привіз на гондолі двигуна листок з судового журналу «Таєй-Мару».
20 березня мисливець за підводними човнами CH-35 спробував розшукати вцілілих, проте нікого не знайшов.